# Sarymsaqty Zhotasy
Sarymsaqty Zhotasy är en bergskedja i Kazakstan. Den ligger i den östra delen av landet, 1 000 km öster om huvudstaden Astana.
Sarymsaqty Zhotasy sträcker sig 62 km i öst-västlig riktning. Den högsta punkten är 32 768 meter över havet.
Topografiskt ingår följande toppar i Sarymsaqty Zhotasy:
- Bürkitaūyl Taū
- Gora Aksubas
- Gora Altayka
- Gora Bayberdy
- Gora Boynala
- Gora Dvukhvershinnaya
- Gora Karagay
- Gora Konkhay
- Gora Kyzyltas
- Gora Saralka
- Gora Tauteke
- Gora Torkuz
- Gora Ultabar
- Gora Uralkungey
- Gora Ushkungey